# 소 스케쿠니
소 스케쿠니(일본어: 宗 助国, そう すけくに)는 일본 가마쿠라 시대(鎌倉時代)의 무장이다. 쓰시마국(対馬国)의 지토다이(일본어: 地頭代, 슈고다이(일본어: 守護代)라고도 한다))로 분에이(文永) 11년(1274년) 제1차 일본 원정(일본명 분에이의 역(文永の役)) 당시 쓰시마가 가장 먼저 고려-몽골 연합군의 공격 대상이 되었을 때, 이들을 상대로 소수 병력만을 거느리고 고전 끝에 사망하였다.

## 개요
『하치만 구도훈』(八幡愚童訓)에 따르면 분에이 11년(1274년) 10월 5일에 쓰시마 고쿠후(対馬国府)의 하치만구 가전(八幡宮仮殿)에서 연기도 없이 불꽃이 일어올랐는데, 사람들은 실화인 줄 알고 놀라서 달려왔지만 그것은 환영이었다. 그 날 오후 쓰시마 서쪽 바다에 몽골의 대규모 군선이 출몰하였다. 오후 4시경 몽골의 군선은 쓰시마의 하도(下島) 서쪽 바닷가인 사쓰우라(佐須浦)에 접근하였으며, 군선의 수는 450척에 군세는 3만에 달하였다. 6시경에 고쿠후의 지토도코로(地頭所)에 연락이 닿았다.
쓰시마의 지토로써 슈고(守護) 쇼니 가게스케(少弐景資)의 쓰시마 현지 대관(代官)이기도 했던 소 스케쿠니는 80여 기(騎)를 거느리고 바위 많은 비탈을 밤중에 지나서 사쓰우라로 향하였다. 다음날 아침 통사(通事)을 보내 몽골인들이 온 이유를 묻고자 하였으나, 몽골군은 7, 8척의 배에서 1천 명 정도의 병력을 상륙시켜 격렬하게 화살을 퍼부으며 공격을 개시하였다. 스케쿠니 등은 급히 진을 치고 응전하였으나, 스케쿠니의 큰아들 우마지로(右馬次郎)나 양자 야지로(弥次郎) 및 소노 타로 뉴도(庄の太郎入道), 히고국(肥後国)의 고케닌(御家人) 다이 도자부로(田井藤三郎) 등, 스케쿠니를 따랐던 80기 전원이 몰살되었다.
몽골군은 사쓰우라에 불을 질러 모조리 불태웠고, 고타로(小太郎)와 효에지로(兵衛次郎) 두 사람만이 배를 타고 하카타로 도주하는데 성공하여 쓰시마 함락의 전말을 알렸다.
스케쿠니 주종(主従)의 유골을 묻은 장소는 오늘날 일본 나가사키현 쓰시마시 이즈하라정(厳原町) 고모다(小茂田) 땅 안에 「어수총」(御首塚), 「어동총」(御胴塚)이라는 이름으로 남아 있으며, 몽골군이 상륙했던 사쓰우라에는 소 스케쿠니를 비롯한 당시 전투의 일본측 전사자들의 위령을 위한 고모다하마 신사(小茂田浜神社)가 세워졌다. 신사에서는 해마다 11월 12일에 고모다하마 신사 대제(小茂田浜神社大祭)를 열어 갑주 차림으로 행군하며 바다를 향해 화살을 쏘아 섬의 평화를 기원하는 「우는살의 의식」(鳴弦の儀)을 거행한다.
소 스케쿠니는 1896년(메이지 29년) 11월 2일에 쓰시마 도민들의 청원에 따라 메이지 신정부로부터 종3위(従三位)가 추증되었다.

## 같이 보기
- 고모다하마 신사